# Graptemys ouachitensis
Espèce
Synonymes
- Graptemys pseudogeographica ouachitensis Cagle, 1953
- Graptemys pseudogeographica sabinensis Cagle, 1953

Statut de conservation UICN

 LC  : Préoccupation mineure
Statut CITES
Graptemys ouachitensis est une espèce de tortue de la famille des Emydidae.

## Répartition
Cette espèce est endémique des États-Unis. Elle se rencontre en Texas, en Louisiane, au Mississippi, en Alabama, en Oklahoma, au Kansas, en Arkansas, au Missouri, en Iowa, au Minnesota, au Wisconsin, en Indiana, en Ohio, en Virginie-Occidentale, en Illinois, au Tennessee et au Kentucky.

## Liste des sous-espèces
Selon TFTSG (27 mai 2011) :
- Graptemys ouachitensis ouachitensis Cagle, 1953
- Graptemys ouachitensis sabinensis Cagle, 1953

## Publication originale
- Cagle, 1953 : Two new subspecies of Graptemys pseudogeographica. Occasional. Papers of the Museum of Zoology, University of Michigan, no 546, p. 1-17 (texte intégral).